# Бхандара (округ)
Бхандара (маратхи भंडारा जिल्हा; англ. Bhandara) — округ в индийском штате Махараштра. Образован 1 мая 1960 года. Административный центр — город Бхандара. Площадь округа — 3895 км². По данным всеиндийской переписи 2001 года население округа составляло 1 136 146 человек. Уровень грамотности взрослого населения составлял 78,5 %, что выше среднеиндийского уровня (59,5 %). Доля городского населения составляла 15,5 %.